# FitzRoy Somerset, 5. Baron Raglan
FitzRoy John Somerset, 5. Baron Raglan (* 8. November 1927; † 24. Januar 2010 in Abergavenny, Monmouthshire) war ein britischer Peer und Politiker.

## Leben
FitzRoy Somerset wurde als Sohn von FitzRoy Somerset, 4. Baron Raglan (1885–1964) und Julia Hamilton geboren. Er besuchte die Westminster School und diente als Captain bei den Welsh Guards. Er studierte am Magdalen College der University of Oxford und anschließend Agrarwissenschaften am Royal Agricultural College in Cirencester. Später übernahm er die Bewirtschaftung der Familiengüter in Monmouthshire.
Er war Wahlkampfmanager für Michael Foot, den früheren britischen Parlamentsabgeordneten im Wahlkreis Blaenau Gwent. Von 1970 bis 1983 war er Aufsichtsratsvorsitzender (Chairman) der Cwmbran Development Corporation. Diese Gesellschaft war 1949 ins Leben gerufen worden, um, zur Verbesserung der Infrastruktur und der Schaffung von Arbeitsplätzen, den Aufbau der Stadt Cwmbran zu leiten. Er war Aufsichtsratsvorsitzender des Courtyard Arts Trust (1974–1983), des Bath Preservation Trust (1975–1977) und der Bath Society (ab 1977). Er war außerdem Präsident des Bath Centre National Trust.
1958 wurde Somerset zum Friedensrichter der Grafschaft Monmouthshire ernannt. Seit 1971 war er Deputy Lieutenant.
1973 heiratete er Alice Baily. Die Ehe blieb kinderlos und wurde 1981 geschieden. Somerset lebte zuletzt alleine mit einer Hausangestellten in seinem Haus in Cefntilla Court, dem Stammsitz der Familie. Er starb nach kurzer Krankheit im Nevill Hall Hospital in Abergavenny.

## Mitgliedschaft im House of Lords
Lord Raglan war von September 1964 bis November 1999 Mitglied des House of Lords. Er war dort Mitglied im Unterausschuss für Ernährung und Landwirtschaft (Sub-Committee D Food and Agriculture). Von 1974 bis 1985 und nochmals von 1987 bis 1992 war er Mitglied im Ausschuss für Angelegenheiten der Europäischen Gemeinschaften (Committee on European Communities). Von 1976 bis 1978 war er dessen Vorsitzender.

## Soziales Engagement
Somerset engagierte sich intensiv im Rahmen wohltätiger Organisationen und Stiftungen. Bei Gesellschaften in seinem Haus nutzte er seine soziale Stellung häufig für Zwecke des Fundraising. Er war von 1974 bis 1990 Mitglied der UK Housing Association (später UK Housing Trust), einer gemeinnützigen Wohnungsbaugesellschaft für Sozialwohnungen. Von 1982 bis 1989 war er deren Präsident, von 1975 bis 1989 Vorsitzender für die Region Wales. Von 1989 bis 1991 war er Vorsitzender der United Welsh Housing Association, ab 1991 war er deren Präsident. 
Somerset war weiters Schirmherr der Monmouthshire Crossroads, einer Wohltätigkeitsorganisation, die Erholungsangebote und Pflegepausen für pflegende Familienangehörige zur Verfügung stellt. Er war Schirmherr von Parity, einer Organisation, die sich für die rechtliche und soziale Gleichstellung von Mann und Frau einsetzt.
Er war außerdem Schirmherr des Usk Farmers’ Club und der Raglan Baroque Players. Raglan begeisterte sich insbesondere für die späte Barockmusik. Dies führte zur Gründung der Raglan Baroque Players und der Einführung der traditionellen Silvesterkonzerte der Raglan Baroque Players. Raglan lud mehrfach renommierte Künstler zu Konzerten auf seinen Landsitz ein; unter anderem trat der britische Cembalist und Dirigent Nicholas Kraemer mit den Brandenburgischen Konzerten auf.

## Trivia
Somerset war ein begeisterter Autonarr und Rennfahrer. Ein besonderes Faible hatte er für Oldtimer der Marke Bugatti. In seiner kurzen Antrittsrede im House of Lords, die er 1965 hielt, gab er eine Autopanne als Grund für seine Verspätung an und entschuldigte sich für seine nicht standesgemäße Aufmachung. Er besaß mindestens drei alte Bugatti-Modelle und war seit 1988 Präsident des Bugatti Owners' Club. Sein Bugatti wurde 1996 auch in einer TV-Dokumentation von BBC Wales Today präsentiert.